# Songs in A&E
Songs in A&E é um álbum de estúdio da banda Spiritualized, foi lançada em maio de 2008.
O nome do álbum faz referencia a ala de emergência dos hospitais americanos, "Accident and Emergency" ou "A&E". Embora, Jason Pierce quase tenha morrido de pneumonia dupla, e as músicas de "Songs in A & E" tenhas sido registrados com Pierce ainda se recuperando da doença, a maior parte do álbum foi escrito dois anos antes de Pierce adoecer .

## Faixas
1. "Harmony 1 (Mellotron)" - 0:24
2. "Sweet Talk" - 4:05
3. "Death Take Your Fiddle" - 3:14
4. "I Gotta Fire" - 2:28
5. "Soul on Fire" - 4:08
6. "Harmony 2 (Piano)" - 0:43
7. "Sitting on Fire" - 4:38
8. "Yeah Yeah" - 2:28
9. "You Lie You Cheat" - 3:04
10. "Harmony 3 (Voice)" - 0:18
11. "Baby I'm Just a Fool" - 7:07
12. "Don't Hold Me Close" - 3:08
13. "Harmony 4 (The Old Man...)" - 1:33
14. "The Waves Crash In" - 4:08
15. "Harmony 5 (Accordion)" - 1:04
16. "Borrowed Your Gun" - 3:48
17. "Harmony 6 (Glockenspiel)" - 0:51
18. "Goodnight Goodnight" - 4:38